# Référendum autrichien de 1978 sur le nucléaire
Le référendum autrichien sur le nucléaire de 1978 est un référendum mis au vote le 5 novembre. Il porte sur l'utilisation civile du nucléaire, dans un contexte de démarrage et de finalisation de la centrale nucléaire de Zwentendorf. Le référendum a eu une participation de 64,1 %. 50,5 % des votants ont répondu non. À la suite de ce référendum, la centrale nucléaire de Zwentendorf reste à l'arrêt définitivement et n'a jamais fonctionné.

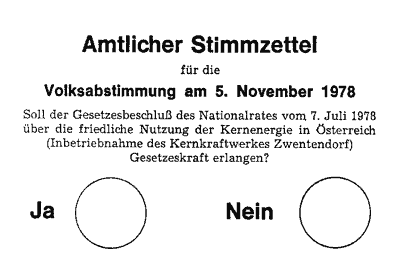
Bulletin de vote.